# Nicodemus Tessin il Vecchio
Nicodemus Tessin il Vecchio (Stralsund, 1615 – 1681) è stato un architetto svedese, esponente della corrente del Barocco.

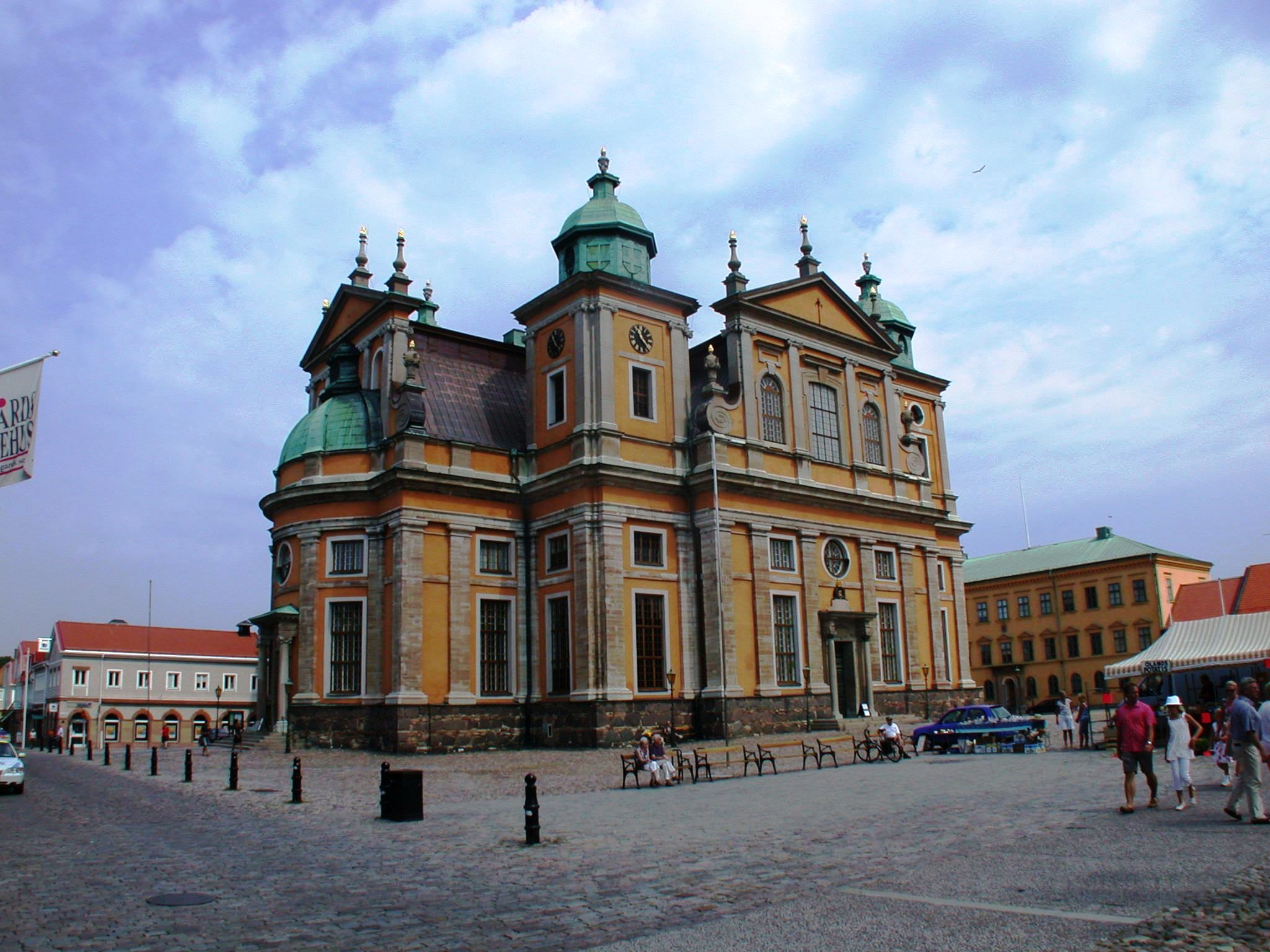
Cattedrale di Kalmar

Nasce a Stralsund in Svezia nel 1615. Fu allievo dell'architetto francese Simon de La Vallée che era architetto di corte in Svezia. Dopo un viaggio attraverso l'Europa negli anni 1651-52, torna in Svezia. Nel 1661 viene nominato architetto della città di Stoccolma. La sua principale opera è il Castello di Drottningholm realizzato in un linguaggio barocco personalizzato derivante dai Paesi Bassi, dalla Francia e dall'Italia. Realizzò inoltre numerose piccole abitazioni a Stoccolma. Suo figlio Nicodemus il Giovane gli succedette come principale architetto svedese.

## Principali opere
- Cattedrale di Kalmar (1660), a croce greca con torrette angolari, e dove i bracci est ed ovest sono allungati ed absidati
- Castello di Drottningholm, iniziato nel 1662
- Municipio di Göteborg (1670)
- Maniero di Mälsåker (1670 c.)
- Mausoleo di Carlo annesso alla chiesa di Riddarholm a Stoccolma (progetto del 1671), con uno splendido colonnato esterno